# یرواند آغوانیان
یرواند درنیکی آغوانیان (ارمنی: Երվանդ Դերենիկի Աղվանյան؛ زادهٔ ۸ فوریهٔ ۱۹۵۴) یک  سیاستمدار اهل ارمنستان است که از تاریخ ۱۹۹۰ تا تاریخ ۱۹۹۵ سمت نمایندگی دوره اول شورای عالی جمهوری ارمنستان را برعهده داشت.

## زندگی‌نامه
در ۸ فوریهٔ ۱۹۵۴ ‏در ارمنستان به دنیا آمد و از دانشگاه ملی پلی‌تکنیک ارمنستان فارغ‌التحصیل شد. 